# USS Bivin (DE-536)
USS Bivin (DE-536) là một tàu hộ tống khu trục lớp John C. Butler từng phục vụ cùng Hải quân Hoa Kỳ trong Chiến tranh Thế giới thứ hai. Nó là chiếc tàu chiến duy nhất của Hải quân Hoa Kỳ được đặt cái tên này, theo tên Binh nhất Vernard Eugene Bivin (1921–1942), người từng phục vụ cùng tàu tuần dương hạng nặng Salt Lake City (CA-25), đã tử trận trong Trận chiến mũi Esperance vào ngày 12 tháng 10, 1942 và được truy tặng Huân chương Chữ thập Hải quân. Nó đã phục vụ trong suốt Thế chiến II, được cho ngừng hoạt động sau khi xung đột chấm dứt vào năm 1947, rồi cuối cùng bị đánh chìm như một mục tiêu ngoài khơi California vào năm 1969.

## Thiết kế và chế tạo
Lớp John C. Butler được thiết kế nhằm đáp ứng nhu cầu một số lượng lớn nhưng rẻ tiền của một kiểu tàu hộ tống chống tàu ngầm để hộ tống các đoàn tàu vận tải vượt đại dương. Chúng có chiều dài chung 306 foot (93,3 m), mạn tàu rộng 36 foot 10 inch (11,2 m) và mớn nước 13 foot 4 inch (4,1 m), trọng lượng choán nước tiêu chuẩn 1.350 tấn Anh (1.372 t), và lên đến 1.745 tấn Anh (1.773 t) khi đầy tải, với một thủy thủ đoàn bao gồm 14 sĩ quan và 201 thủy thủ. Con tàu được vận hành bởi hai turbine hơi nước hộp số Westinghouse; hơi nước được cung cấp bởi hai nồi hơi "D" Express, tạo ra công suất 12.000 mã lực càng (8.900 kW) và cho phép đạt được tốc độ tối đa 24 hải lý trên giờ (44 km/h; 28 mph). Nó có tầm hoạt động 6.000 hải lý (11.000 km; 6.900 mi) ở tốc độ đường trường 12 hải lý trên giờ (22 km/h; 14 mph).
Dàn vũ khí chính bao gồm hai tháp pháo 5-inch/38 caliber đa dụng nòng đơn, được dẫn đường bởi hệ thống điều khiển hỏa lực Mark 51; vũ khí phòng không gồm hai khẩu đội Bofors 40 mm L/60 nòng đôi và mười khẩu Oerlikon 20 mm nòng đơn cũng được dẫn đường bởi hệ thống Mark 51. Ngoài ba ống phóng ngư lôi 21 inch (533 mm), vũ khí chống ngầm bao gồm hai đường ray thả mìn sâu, tám máy phóng mìn sâu K-gun cùng một dàn súng cối chống ngầm Hedgehog. Con tàu được trang bị sonar kiểu QC, radar dò tìm mặt biển SL và radar dò tìm không trung SA.
Bivin được đặt lườn tại Xưởng hải quân Boston ở Boston, Massachusetts vào ngày 3 tháng 11, 1943. Nó được hạ thủy vào ngày 7 tháng 12, 1943, được đỡ đầu bởi bà Ella Florence Bivin, mẹ của Binh nhất Bivin, và được cho nhập biên chế cùng Hải quân Hoa Kỳ vào ngày 31 tháng 10, 1944 dưới quyền chỉ huy của Hạm trưởng, Thiếu tá Hải quân Monroe Kelly Jr.

## Lịch sử hoạt động
Sau khi hoàn tất việc chạy thử máy huấn luyện tại khu vực Bermuda từ ngày 22 tháng 12, 1944 đến ngày 19 tháng 1, 1945, Bivin được lện  đi đến một trạm canh phòng để phục vụ tìm kiếm và giải cứu, dọc theo tuyến đường bay đưa Tổng thống Franklin D. Roosevelt đi tham dự Hội nghị Yalta. Được tàu khu trục Frank Knox (DD-742) thay phiên năm ngày sau đó, nó quay trở về Boston để sửa chữa sau chạy thử máy, rồi chuẩn bị để được điều động sang khu vực Mặt trận Thái Bình Dương. Khởi hành vào ngày 1 tháng 2, nó băng qua kênh đào Panama vào ngày 17 tháng 2 trước khi tiếp tục hành trình, ghé đến quần đảo Galápagos vào ngày 20 tháng 2 và Bora Bora vào ngày 4 tháng 3 trước khi đi đến đảo Manus thuộc quần đảo Admiralty vào ngày 20 tháng 3.
Đi đến Kossol Roads tại quần đảo Palau, Bivin hộ tống một đoàn tàu 36 đi sang Leyte, Philippines vào cuối tháng 3 và đầu tháng 4, rồi bắt đầu tuần tra chống tàu ngầm và hộ tống vận tải ngoài khơi vịnh Leyte. Con tàu cùng với tàu ngầm Tuna (SS-203) đã phục vụ như tàu huấn luyện chống tàu ngầm ngoài khơi Samar, và hộ tống vận tải cho tàu bè đi lại giữa Manus, Hollandia, Luzon và Okinawa. Vào đầu tháng 8, nó tham gia tìm kiếm những người sống sót của chiếc Indianapolis (CA-35), sau khi chiếc tàu tuần dương hạng nặng trúng ngư lôi phóng từ một tàu ngầm Nhật Bản và đắm trong biển Philippine.
Sau khi Nhật Bản chấp nhận đầu hàng vào ngày 15 tháng 8, giúp chấm dứt vĩnh viễn cuộc xung đột, Bivin hộ tống các đoàn tàu vận tải đưa lực lượng chiếm đóng đi sang Okinawa. Vào ngày 3 tháng 9, nó trợ giúp một đoàn tàu kéo bị phân tán bởi một cơn bão và hộ tống chúng đi đến cảng; rồi sang ngày 28 tháng 9 lại giúp một đoàn tàu vận tải khác gặp bão tại eo biển Luzon. Sau khi được nghỉ ngơi tại Manila, nó hộ tống chiếc tàu kéo Tolowa (ATF-116) cùng một tàu chở dầu đi sang Hong Kong, đến nơi vào ngày 27 tháng 10, rồi tiếp tục hoạt động tại vùng biển Philippines, cho đến khi cùng Đội hộ tống 78 rời Leyte vào ngày 27 tháng 11 để quay trở về Hoa Kỳ ngang qua Eniwetok và Trân Châu Cảng.
Về đến San Pedro, California vào ngày 17 tháng 12, Bivin đi đến San Diego, California để chuẩn bị ngừng hoạt động. Nó được cho xuất biên chế vào ngày 15 tháng 1, 1947, và được đưa về Hạm đội Dự bị Thái Bình Dương. Tên nó được cho rút khỏi danh sách Đăng bạ Hải quân vào ngày 30 tháng 6, 1968, và con tàu bị đánh chìm như một mục tiêu ngoài khơi bờ biển Nam California vào ngày 17 tháng 7, 1969.

## Phần thưởng
Nguồn: Navsource Naval History
|  |  |  |
|  |  |  |

| Huân chương Chiến dịch Hoa Kỳ                 |                                      |                                                |
| Huân chương Chiến dịch Châu Á-Thái Bình Dương | Huân chương Chiến thắng Thế Chiến II | Huân chương Giải phóng Philippine (Philippine) |